# Information Warfare Conference
 (novembre 2020).
Si vous disposez d'ouvrages ou d'articles de référence ou si vous connaissez des sites web de qualité traitant du thème abordé ici, merci de compléter l'article en donnant les références utiles à sa vérifiabilité et en les liant à la section « Notes et références ».
InfoWarCon (en anglais : Information Warfare Conference) sont une série de conférences sur la guerre de l'information.
Elles sont organisées par :
- Robert David Steele (ancien membre de la CIA)
- Winn Schwartau
- MIS Training Institute

## Évènements
- InfoWarCon 1995 (Arlington, VA)[1]
- InfoWarCon 1996 (Bruxelles)
- InfoWarCon 1997 (Bruxelles)
- InfoWarCon 1999 (Londres)
- InfoWarCon 2000 (Londres) : Defending against Cyber-Terrorism
- InfoWarCon 2001 (Washington) : Techniques and Strategies for Securing Shared Infrastructures
- InfoWarCon 2002 (Washington) : Homeland Defense and Cyber-Terrorism
- InfoWarCon 2003 (Washington) : Homeland Defense, Terrorism and Non-Lethal Weapons

- InfoWarCon 2020 (Ashburn, VA) : Cyber Resiliency in Infrastructure